# 日進市立南小学校
日進市立南小学校（にっしんしりつ みなみしょうがっこう）は、愛知県日進市折戸町にある公立小学校。

## 概要
- 校区は蟹甲町（家布、池下、中島、中屋敷、浅間下の一部）、折戸町（中ノ狭間、孫三ケ入、前田、高松、出屋敷、寺脇、東山、中屋敷、西田面、笠寺山、鎌ケ寿、枯木の一部）、藤枝町（向イ田の一部、平子の一部）、南ケ丘、東山、栄1丁目（一部）、栄3丁目（一部）、藤塚1丁目（一部）、藤塚2丁目、藤塚3丁目（一部）、藤塚4-7丁目であり、公立中学校に進学する場合は日進市立日進中学校に進学する[1]。

## 沿革
- 1973年（昭和48年）
  - 4月1日 - 日進町立西小学校から分離し、日進町立南小学校として開校。校舎未完成のため、日進町立西小学校の教室を使用する。
  - 9月1日 - 校舎が完成する。西小学校の校区に一部（大字折戸のうち東山、大字藤枝のうち小山）が南小学校の校区に移る。
- 1974年（昭和49年）8月3日 - プールが完成する。
- 1975年（昭和50年）3月28日 - 校舎を増築する。
- 1976年（昭和51年）2月26日 - 体育館が完成する。
- 1977年（昭和52年）3月31日 - 校舎を増築する。
- 1994年（平成6年）10月1日 - 日進町が市制施行し、日進市が発足。同時に日進市立南小学校に改称する。

## 交通アクセス
- 名鉄豊田線日進駅下車、徒歩約15分。
- くるりんばす循環線「折戸」バス停より徒歩約5分。
- くるりんばす赤池線「鎌ヶ寿」バス停より徒歩約10分。

## 周辺施設
- 愛知県立日進西高等学校
- 日進市立日進中学校
- 日進市立西小学校
- 日進市立梨の木小学校
- 日進めばえ保育園
- 日進市役所
- マスプロ美術館
- 名鉄豊田線日進駅